# Boyer 164
Boyer 164 är ett reservat i Kanada.   Det ligger i provinsen Alberta, i den centrala delen av landet, 3 100 km väster om huvudstaden Ottawa.
I omgivningarna runt Boyer 164 växer i huvudsak blandskog. Runt Boyer 164 är det mycket glesbefolkat, med 2 invånare per kvadratkilometer.